# Olessia Novikova
Pour les articles homonymes, voir Novikova.
Olessia Novikova (en russe : Олеся Новикова) est une danseuse russe née à Saint-Pétersbourg, danseuse étoile (principal dancer) au Théâtre Mariinsky.

## Biographie
Elle a été formée à la l'Académie de ballet Vaganova (classe de Marina Vassilieva), dont elle ressort diplômée en 2002. Cette même année, elle remporte le Concours international Vaganova et intègre le corps de ballet de la compagnie du Théâtre Mariinsky. Elle en deviendra première soliste en mars 2008.
Considérée comme l'un des meilleurs jeunes talents de la compagnie, Olesya Novikova est notamment plébiscitée pour ses interprétations du rôle-titre de Giselle. Elle est abondamment distribuée lors des tournées mondiales du Mariinsky, et trouve en Mathieu Ganio (le danseur étoile de l’Opéra de Paris) un partenaire privilégié en de nombreuses occasions.
C'est à l'été 2010, avec le ballet du Théâtre Mikhaïlovsky qu'elle fait ses débuts dans le double rôle principal du Lac des cygnes, à l'occasion d'une tournée en France. Toujours avec cette même compagnie, elle danse pour la première fois en juillet 2011 Nikiya dans La Bayadère ; quelques jours plus tard, le Théâtre Mariinsky lui offre d'interpréter le rôle de La Sylphide. Au mois d'octobre, elle est invitée par la Scala de Milan à l'occasion d'une re-création de Raymonda (par Sergueï Vikharev).
Elle entretient actuellement une relation avec le danseur Leonid Sarafanov, rencontré alors qu'il faisait partie de l'effectif de la compagnie pétersbourgeoise ; leur fils est né en septembre 2009.
En juin 2021, elle est promue danseuse étoile (principal dancer) à la fin d'une représentation du ballet Raymonda.

## Répertoire
- Giselle : Giselle
- Le Corsaire : Gulnare
- La Bayadère : Nikiya (débuts avec le théâtre Mikhaïlovsky), Gamzatti, une Ombre
- La Belle au bois dormant : Aurore
- Le Lac des cygnes : Odette/Odile (débuts avec le Théâtre Mikhaïlovsky), un petit Cygne
- Raymonda : Raymonda
- Don Quichotte : Kitri, la Vendeuse de Fleurs
- Roméo et Juliette : Juliette
- La Fontaine de Bakhtchisaraï : Marie, la Panenka
- Apollon musagète : Polymnie
- Joyaux : Emeraudes, Rubis
- Casse-noisette : Marie
- Ondine : Ondine, Naiade
- La Sylphide : la Sylphide

Elle est également distribuée dans des chorégraphies contemporaines, interprétant le travail de William Forsythe ou encore Alexeï Ratmansky.

## Filmographie
- Don Quichotte, avec Leonid Sarafanov, Andrei Merkuriev, Evguenia Obraztsova et les danseurs du Théâtre Mariinsky
- Le Lac des Cygnes, avec Ouliana Lopatkina, Danila Korsuntev, Evguenia Obraztsova et les danseurs du Théâtre Mariinsky